# 24/7 чемпионство WWE
24/7 чемпионство WWE (англ. WWE 24/7 Championship) — это упразднённый титул чемпиона, созданный и продвигавшийся американским рестлинг-промоушном WWE. Это был третьестепенный титул, открытый для всех желающих, независимо от пола или статуса работы в WWE, с особым правилом, что его можно защищать 24/7, то есть в любое время и в любом месте, если присутствует рефери WWE. Из-за этого правила титул доступен для всех брендов WWE — двух основных брендов, Raw и SmackDown, и бренда развития NXT, причем смена титула происходит и вне регулярных шоу, часто с видео, размещенным на сайте промоушена и в социальных сетях. Последней чемпионкой стала Никки Кросс c Raw, которая освободила титул, выбросив его в мусорный бак.
Титул был представлен Миком Фоли в эпизоде Raw от 20 мая 2019 года, где Тайтус О’Нил с Raw стал первым чемпионом. Он похож на предыдущий титул хардкорного чемпиона WWE, в котором также действовало правило 24/7. Это правило может быть временно приостановлено официальным лицом, обычно это делается во время запланированной защиты титула или матчей без титула, в которых участвует чемпион.

## История создания
На эпизоде Raw от 20 мая 2019 года, легенда хардкора и член зала славы WWE Мик Фоли представил новое чемпионство 24/7. Как и бывшее хардкордное чемпионство с его «правилом 24/7», чемпионство 24/7 защищается в любое время и в любом месте, пока присутствует судья, отсюда и название титула. По этим правилам защита будет проходить на всех площадках WWE Raw, SmackDown, NXT, шоу 205 Live и NXT UK. Также Фоли заявил что легенды WWE включённые в зал славы WWE могут наряду с действующими рестлерами оспаривать чемпионство. После представления Фоли положил титульный пояс на ринг и сказал, что тот, кто его заберёт первым, станет чемпионом. В забеги приняли участие Седрик Александер, Дрейк Маверик, EC3, Эрик Янг, Карл Андерсон, Люк Галлоус, Ноу Вей Хосе, Моджо Роули и Тайтус О’Нил. В итоге, Тайтус О’Нил стал первым чемпионом, победив всех претендентов.
По словам профессионального реслинг журналист Дэйва Мельцера, идея для названия была предложена кабельным телеканалом USA Network, где на данное время транслируются Raw и до переезда на Fox транслировалось SmackDown. Живое, непринуждённое выступление очень нужно для поднятия рейтингов, особенно ближе к концу передачи. Количество зрителей обоих шоу сильно уменьшалось; 29 и 30 апреля 2019 года, эпизоды Raw и SmackDown, соответственно, показали рекордно низкий уровень просмотров: в дни, когда нет никаких других интересных трансляций, аудитория падает больше всего в течение третьего часа Raw.

### Дизайн пояса
Чемпионский пояс заметно отличается от уже существующих в компании, расположен на зелёном ремне с тремя пластинами. Круглая центральная пластина в центре имеет крупное обозначение «24/7». Логотип WWE изображён в верхней части пластины, а слово Чемпион (англ. Champion) написано по нижнему краю половины центральной пластины. Две боковые пластины, по одной с каждой стороны от центральной пластины, сделаны в форме прямоугольника. Они в большей части пустые, но с декоративным оформлением внутри каждой.

## Реакция на чемпионство
Открытие титула получило негативную реакцию живой публики, которая освистала его во время презентации.
Фоли предположил, что плохой приём вероятно был вызван тем, что фанаты ожидали увидеть возвращение хардкордного чемпионства WWE а не тот титул, что был представлен. Фоли также высказал мнение и предположил, что название в скором времени будет принято зрителями и он надеется, что данное чемпионство вернёт те весёлые моменты, которые были у хардкордного чемпионства с его правилом 24/7, но без тех экстремально-опасных моментов что были ранее.
Майку Джонсону из PWInsider понравилась концепция чемпионства, однако он отметил, что презентация была не продуманной и глупой, так как поклонники на мгновение поверили, что данный пояс будет возрождением старых традиций хардкора.

## Статистика
| Рекорд                                    | Обладатель                                         | Значение          | Примечания |
| ----------------------------------------- | -------------------------------------------------- | ----------------- | --- |
| Наибольшее количество тайтл-рейнов        | R-Truth                                            | 53 раз            | Наибольшее количество поясов Хардкорного чемпионата было у Ворона, R-Truth превзошёл этот показатель.                                                               |
| Самое длительное чемпионство              | Реджи                                              | 112 дней          | После переезда SmackDown на Fox, пояс стал реже защищаться на SmackDown, а Реджи стал чаще защищать титул в полноценных матчах а не в игровых моментах.             |
| Самое короткое чемпионство                | Такер                                              | 4 секунды         | Забрал титул у Дрю Гулака, но тут же ему его и проиграл. Гулак не отпуская Такера перекатился и уже сам удержал его                                                 |
| Самый возрастной чемпион                  | Санта-Клаус                                        | более 1700 лет    | Возраст Санта-Клауса в фольклоре описывают как более 1700 лет. Год рождения берётся от рождения Николая Чудотвореца ставший прообразом Санты.                       |
| Самый молодой чемпион                     | Bad Bunny                                          | 26 лет            | Завоевал титул при помощи Дамиана Приста. Позже отказался от пояса обменяв титул на подарочные вещи Стива Остина                                                    |
| Самый(ые) тяжёлый(ые) · чемпион · команда | - Такер - Возрождение (Даш Уайлдер и Скотт Доусон) | - 150 кг - 202 кг | - Имеет в активе два чемпионства, оба чемпионства завоевал и потерял не более чем за пять минут. - Возрождение одновременно удержали R-Truthа и стали сочемпионами. |
| Самый лёгкий чемпион                      | Келли Келли                                        | 49 кг             | Стала первой женщиной, которая выиграла чемпионство WWE 24/7. |